# Wapen van 't Zandt

Het wapen van 't Zandt

Het wapen van 't Zandt werd op 23 maart 1931 per koninklijk besluit door de Hoge Raad van Adel aan de Groninger gemeente 't Zandt toegekend. Vanaf 1990 is het wapen niet langer als gemeentewapen in gebruik omdat de gemeente 't Zandt opging in de gemeente Loppersum. De adelaar uit het wapen van onder andere 't Zandt werd in het nieuwe wapen van Loppersum opgenomen.

## Blazoenering
De blazoenering van het wapen luidt als volgt:
Gedeeld; rechts; in azuur een vrijstaande kerktoren van zilver, overhoeks gezien, met zadeldak, waarop een klokketorentje met klok, de spits uitloopend in een peervormige punt, in den zuidelijken gevel van den toren drie, in den oostelijken twee langwerpige, rondbogige galmgaten, waarin klankborden, boven de 2 galmgaten een wijzerplaat en beneden een rondbogige deur; het klokketorentje omringd met 5 sterren van goud; links in zilver een dubbele adelaar van sabel, vergezeld van 2 toegewende klaverbladen van sinopel, aan elke zijde 1, tusschen den kop en de vleugels uitkomende.

## Verklaring
Het wapen symboliseert de kerktoren 't Zandt en de vijf sterren boven de kerktoren de dorpen Eenum, Leermens, Oosterwijtwerd, Zeerijp en Zijldijk in de toenmalige gemeente. De adelaar is het wapen van de familie van Ompta, die veel invloed had in 't Zandt.

## Verwant wapen

Het wapen van Loppersum

Adorp
· Aduard
· Appingedam
· Baflo
· Bedum
· Beerta
· Bellingwedde
· Bellingwolde
· Bierum
· De Marne
· Delfzijl 
· Eemsmond
· Eenrum
· Ezinge
· Finsterwolde
· Grijpskerk
· Grootegast
· Haren
· Hefshuizen
· Hoogezand
· Hoogezand-Sappemeer
· Hoogkerk
· Kantens
· Kloosterburen
· Leek
· Leens
· Loppersum
· Marum
· Meeden
· Menterwolde
· Middelstum
· Midwolda
· Muntendam
· Nieuweschans
· Nieuwe Pekela
· Nieuwolda
· Noordbroek
· Noorddijk
· Oldehove
· Oldekerk
· Onstwedde
· Oosterbroek
· Oude Pekela
· Reiderland
· Sappemeer
· Scheemda
· Slochteren
· Stedum
· Ten Boer
· Termunten
· Uithuizen
· Uithuizermeeden
· Ulrum
· Usquert
· Vlagtwedde
· Warffum
· Wedde
· Wildervank
· Winschoten
· Winsum
· 't Zandt
· Zuidbroek
· Zuidhorn